# Pseudostenophylax clavatus
Pseudostenophylax clavatus är en nattsländeart som beskrevs av Tian, Li in Tian, Li, Yang och Sun, in Chen, editor 1993. Pseudostenophylax clavatus ingår i släktet Pseudostenophylax och familjen husmasknattsländor. Inga underarter finns listade i Catalogue of Life.